# Eloy Gutiérrez Menoyo
Eloy Gutiérrez Menoyo (Madrid, 8 de dezembro de 1934 - Havana, 26 de outubro de 2012) foi um militar, guerrilheiro e político espanhol, com nacionalidade cubana. Originalmente, fez parte da Revolução Cubana, entre os anos de 1959 e 1961, ano em que foi para o exílio e começou a realizar operações para derrubar com o intuito de derrubar o regime castrista, contando com apoio dos Estados Unidos.
Junto com Che Guevara e William Alexander Morgan, foi o terceiro comandante da Revolução Cubana não nascido na ilha caribenha.
Dirigiu as operações militares da organização terrorista anti-castrista Alpha 66, com base em Miami, com a qual regressou à ilha, em 1964, onde foi detido e condenado a 30 anos de prisão. Foi libertado em 1986 e sete anos depois fundou o Cambio Cubano, movimento político que incentiva  o diálogo entre o Governo e seus opositores internos e externos. Residiu em Cuba de 2003 até sua morte em 2012.

## Biografia

### Juventude
Eloy foi o sexto filho de Carlos Gutiérrez Zabaleta, médico madrilenho e militante do Partido Socialista Operário Espanhol (PSOE). Durante a Guerra Civil Espanhola, seu pai atuou como médico do Exército Popular da República, chegando ao posto de major. Com o final da guerra em 1939, Carlos Zabaleta foi proibido de exercer a medicina.

Anos mais tarde, Menoyo relembrou a fome do momento:
Sei de cor o que é viver em um país onde não há rato, gato ou cachorro para comer. Minha infância foi muito difícil.
Seu irmão mais velho, José, morreu aos 16 anos na Batalha de Majadahonda. Seu outro irmão, Carlos, exilou-se na França no final da Guerra Civil, onde se alistou com as tropas francesas e posteriormente com os americanos na luta contra o Eixo durante a Segunda Guerra Mundial. Foi Carlos quem decidiu levar toda a família para Cuba um ano após o fim da guerra na Europa, em 1946, onde continuou com seu ativismo político.
Contra a ditadura de Fulgencio Batista, os dois irmãos participaram (Eloy de forma secundaria) do assalto ao Palácio Presidencial, em 13 de março de 1957, organizada pela Direcção Revolucionária. Carlos, líder da operação em nome do Diretório Revolucionário, foi morto no ataque. O papel de Eloy era desconhecido das autoridades. Depois de reconhecer o cadáver de seu irmão na casa funerária de Havana, o madrilenho de 22 anos decidiu participar mais ativamente da Revolução Cubana.

### Atividades militares
Após a repressão policial contra o Diretório Revolucionário, Gutiérrez tornou-se o chefe da ação na capital cubana aos 22 anos. Depois de uma viagem turbulenta em setembro de 1957 a Miami, a cúpula da organização guerrilheira aceitou sua proposta de abrir uma frente de guerrilha no interior da ilha. De outubro a novembro de 1957, após um mês de reconhecimento do campo, Eloy proclamou a Frente Nacional (Escambray) na província de Banao de Las Villas.
Em fevereiro de 1958, com o americano William Morgan como segundo em comando, Menoyo recebeu um grupo de combatentes e armas dos Estados Unidos. Depois de várias escaramuças com o ineficaz exército cubano, no final do mês foi divulgado o Manifesto Escambray, pedindo o retorno da Constituição de 1940 e da revolução social.
Em julho de 1958 houve uma cisão dentro do Diretório Revolucionário pois Gutiérrez estava relutante em entregar o comando a Rolando Cubela e implementar um ataque mais urbano, que no passado havia dizimado suas forças. O secretário geral da Direção Revolucionária, Faure Chomón Mediavilla, considerou Eloy um traidor e decidiu formar seu próprio movimento.
O grupo guerrilheiro, que tanto o Diretório Revolucionário quanto o movimento 26 de Julio eram considerados ladrões pelo hábito de roubar gado e exigir dos camponeses uma taxa revolucionária, conseguindo, no entanto, manter certa presença na área.
Após a chegada da coluna invasora sob comando de Che Guevara, o grupo de Menoyo teve uma atitude mais ativa e se juntou à ofensiva liderada por Che, colaborando nos triunfos militares em Santa Clara.
Após a renúncia de Batista na madrugada de 1º de janeiro de 1959, as tropas comandadas por Eloy estiveram entre os primeiros grupos guerrilheiros a chegar a Havana, respeitando o triunfo de Fidel Castro.
Embora ele não fizesse parte do governo, as curvas à esquerda de Fidel alarmaram Menoyo o suficiente para visitar Miami no final de 1959 e tentar restabelecer seu grupo guerrilheiro em Escambray. Ele fugiu de navio para os Estados Unidos em janeiro de 1961. Após uma jornada de 19 horas, eles chegaram à costa de Key West, na Flórida. Ficou seis meses detido no Texas e quando foi solto passou a morar em Miami, mais uma vez no exílio.
No final de 1962, passou a dividir atividades com o grupo anti-castrista Alpha 66, e pouco depois foi nomeado diretor militar do grupo. Em 1963, eles iniciaram suas atividades nas Bahamas (sua base "La Esperanza" ficava em Cay Sal Bank , perto da Ilha Williams), e foram brevemente apreendidos pelo governo dos Estados Unidos.
Em dezembro de 1964, liderou um desembarque com outras três pessoas (Domingo Ortega Gómez, Noel Salas Santos e Ramonín Quesada Acosta) perto de Baracoa, em Cuba. Apenas quatro semanas depois, em 23 de janeiro de 1965, eles foram capturados pelo exército cubano.

### Cativeiro
Após uma semana de interrogatórios, Gutiérrez foi transferido, com uma venda nos olhos, perante Fidel Castro e o estado-maior do Exército cubano. As primeiras palavras do líder cubano foram: "Eloy, eu sabia que você viria, mas também sabia que iria capturá-lo."
Seu julgamento durou 30 minutos e, embora ele tenha sido condenado à morte, sua sentença foi reduzida em troca de uma confissão na televisão. Em sua apresentação, ele fez um jogo dialético para dizer que não havia sido ajudado por camponeses. Mais tarde disse que era uma manobra semântica, pois comia todos os dias graças aos camponeses.
Durante o seu cativeiro, Menoyo esteve em cinco prisões, incluindo La Cabaña, El Príncipe, Boniato e Isla de Pinos , para a qual foi transferido no final de 1965 e foi colocado como prisioneiro número 35.138. Na prisão, que tinha uma grande pedreira onde os presos faziam trabalhos forçados, recusou-se a usar o uniforme regulamentar. Foi espancado pelos carcereiros que o impediram de andar durante vários meses e em que perdeu, acusa, a visão do olho esquerdo e a capacidade auditiva do ouvido esquerdo.
Em meados da década de 1970, ele recebeu uma sentença adicional de 25 anos por organizar movimentos antigovernamentais em sua cela. Os diálogos de 1978 libertaram 3.600 presos políticos cubanos graças à intercessão do governo dos Estados Unidos e de alguns grupos de exilados cubanos em Miami. Eloy denunciou as conversas porque tratavam apenas da questão dos presos políticos.
Da prisão, ele conseguiu que sua filha, Patricia, recebesse sua história (El radarista), escrita para ela. Posteriormente, o livro foi apresentado na Espanha pelo político conservador Manuel Fraga, ministro durante o regime de Franco e líder do partido Aliança Popular (AP), antecessor do atual Partido Popular (PP).
O então presidente do governo espanhol, Felipe González, interessou-se pelo caso Menoyo, enviando uma carta a Fidel Castro em dezembro de 1984 solicitando sua libertação. Questionado sobre isso pela imprensa no final daquele ano, Castro qualificou Gutiérrez como "terrorista" e declarou que "não podemos soltá-lo para que em duas semanas ele esteja novamente em Miami dirigindo o Alpha 66 ".

### Liberdade e retorno a Cuba
A pressão internacional aumentou e em 20 de dezembro de 1986, após quase 22 anos em cárcere, Eloy Menoyo foi libertado e levado a Espanha. Depois de visitar vários países, mais de 3.000 pessoas deram-lhe uma recepção de herói em Miami, em 14 de março de 1987.
Mas sua estadia em Miami foi breve. Em 20 de janeiro de 1993 fundou o Cambio Cubano, um grupo que defendia a reconciliação com o governo de Cuba e uma resolução pacífica do regime socialista.
Em junho de 1995, Gutiérrez viajou a Havana e se encontrou com Fidel Castro. Os principais integrantes do exílio cubano em Miami rotularam Eloy como "traidor" e "dialoguero". Em 2003, sem permissão do governo, mudou-se definitivamente para Havana. Sua intenção era criar um espaço político e conseguir uma abertura política.
Por ser residente permanente nos Estados Unidos, o Departamento do Tesouro daquele país o advertiu em 2005 que sua permanência na ilha poderia violar as leis de embargo.

Devido a várias complicações de saúde, Eloy veio a  falecer em Havana em 26 de outubro de 2012.